# 1860 en Grèce
Chronologie de la Grèce
- 1856
- 1857
- 1858
- 1859
- 1860
- 1861
- 1862
- 1863
- 1864

Cette page concerne les évènements survenus en 1860 en Grèce  :

## Création
- Varvákeion, établissement d'enseignement secondaire à Athènes.

## Naissance
- Nikólaos Balános, architecte.
- Ioánnis Koútsis (el), artiste.
- Loréntzos Mavílis, poète, personnalité politique et militaire.
- Márkos Míndler (el), athlète, fondateur du mouvement scout grec.
- Napoléon Sotílis (el), militaire.

## Décès
- Adám Doúkas, personnalité politique ayant participé à la guerre d'indépendance.
- Periklís Argyrópoulos, professeur de droit et personnalité politique.
- Andréas Moustoxýdis, historien.